# Баймурзино (Белебеевский район)
Баймурзино (баш. Баймырҙа) — деревня в Белебеевском районе Республики Башкортостан Российской Федерации. Входит в состав Ермолкинского сельсовета.

## География

### Географическое положение
Расстояние до:
- районного центра (Белебей): 19 км,
- центра сельсовета (Ермолкино): 3 км,
- ближайшей ж/д станции (Аксаково): 29 км.

## История
В «Списке населенных мест по сведениям 1870 года», изданном в 1877 году, населённый пункт упомянут как деревня Баймурзина 2-го стана Белебеевского уезда Уфимской губернии. Располагалась при речке Кундузле, на коммерческом тракте из Белебея в Бугульму, в 16 верстах от уездного города Белебея и в 10 верстах от становой квартиры в селе Верхне-Троицкий Завод. В деревне, в 140 дворах жили 673 человека (304 мужчины и 359 женщин, татары), были мечеть, училище. Жители занимались плотничеством.

## Население
| 2002 | 2009 | 2010 |
| ---- | ---- | ---- |
| 399  | ↘336 | ↗409 |

Согласно переписи 2002 года, преобладающая национальность — татары (46 %).